# Caracalpaquistão
O Caracalpaquistão (em caracalpaque:  Qaraqalpaqstan; em usbeque: Qoraqalpog'iston), oficialmente República do Caracalpaquistão, é uma república autônoma (viloyatlar) do Uzbequistão com capital em Nucus. Tem 166 590 quilômetros quadrados e, segundo censo de 2020, havia 2 941 908 habitantes. A região sofre com vários problemas ambientais, sociais e econômicos devido à secagem do mar de Aral.

## História
De cerca de 500 a.C. a 500 d.C., a região do que hoje é Caracalpaquistão era uma próspera área agrícola apoiada por ampla irrigação. Foi um território estrategicamente importante e ferozmente contestado, como é visto pelas mais de 50 Fortalezas corásmicas que foram construídas aqui. O povo caracalpaque, que costumavam ser pastores nômades e pescadores, foram registrados pela primeira vez por estrangeiros no século XVI. Caracalpaquistão foi cedido ao Império Russo pelo Canato de Quiva em 1873. Sob o domínio soviético, era uma área autônoma dentro da República Socialista Federativa Soviética Russa antes de se tornar parte do Uzbequistão em 1936 como a RSSA Caracalpaque. A região provavelmente estava em seu momento mais próspero entre as décadas de 1960 e 1970, quando a irrigação do Amu Dária estava sendo expandida. No entanto, a evaporação do mar de Aral fez do Caracalpaquistão uma das regiões mais pobres do Uzbequistão. A região está sofrendo com a seca extensiva, em parte devido aos padrões climáticos, mas também em grande parte porque os rios Amu Dária e Sir Dária são principalmente desviados nas partes orientais do Uzbequistão.

## Política
A República do Caracalpaquistão é formalmente soberana e compartilha o poder de veto sobre as decisões relativas a ela com o Uzbequistão. De acordo com a constituição, as relações entre o Caracalpaquistão e o Uzbequistão são "reguladas por tratados e acordos" e quaisquer disputas são "resolvidas por meio de reconciliação". Seu direito de se separar é limitado pelo poder de veto da legislatura do Uzbequistão sobre qualquer decisão de se separar. O artigo 74º, capítulo XVII, da Constituição do Uzbequistão, prevê que: "A República do Caracalpaquistão terá o direito de se separar da República do Uzbequistão com base em um referendo nacional realizado pelo povo do Caracalpaquistão."
Protestos na região em 2022, causaram furor após uma tentativa de modificar a constituição para diminuir a autonomia da região.